# Áustria nos Jogos Paralímpicos de Verão de 2012
A Áustria foi um dos participantes dos Jogos Paralímpicos de Verão de 2012, na cidade de Londres, no Reino Unido.

## Desempenho

### Natação
Masculino
| Atletas     | Evento                 | Preliminares | Preliminares | Final       | Final       |
| Atletas     | Evento                 | Marca        | Posição      | Marca       | Posição     |
| ----------- | ---------------------- | ------------ | ------------ | ----------- | ----------- |
| Peter Tichy | 50 metros livre - S12  | 28s78        | 18º          | Não avançou | Não avançou |
| Peter Tichy | 100 metros livre - S12 | 1min04s83    | 15º          | Não avançou | Não avançou |

### Tênis em cadeira de rodas
Masculino
| Atleta         | Evento  | Fase de 64                    | Fase de 32                    | Oitavas              | Quartas              | Semifinal            | Final                | Pos.        |
| Atleta         | Evento  | Adversário resultado          | Adversário resultado          | Adversário resultado | Adversário resultado | Adversário resultado | Adversário resultado | Pos.        |
| -------------- | ------- | ----------------------------- | ----------------------------- | -------------------- | -------------------- | -------------------- | -------------------- | ----------- |
| Thomas Mossier | Simples | CHI R. Mendez V 3-6, 6-4, 6-2 | JPN T. Sanada D 6-4, 3-6, 3-6 | Não avançou          | Não avançou          | Não avançou          | Não avançou          | Não avançou |